# Susan L. Graham
Susan L. Graham es una informática teórica, profesora distinguida (Pehong Chen Distinguished Professor) de la División de Ciencias de Computación del Departamento de Ingeniería Eléctrica y Ciencias de la Computación, en la Universidad de California, Berkeley.
Las investigaciones de Graham incluyen:
- Harmonia - Un framework basado en lenguaje para desarrollo de software interactivo.
- Titanium - Un lenguaje de programación paralela, compilador y sistema en tiempo real basado en JAVA.

Desde 1968, Graham ha publicado docenas de artículos, hecho lecturas y publicado extensamente acerca de lenguajes de computación, compiladores y ambientes de programación. Desde 1994 es miembro de la Association for Computing Machinery. Además pertenece a la American Association for the Advancement of Science, a la Academia Estadounidense de las Artes y las Ciencias y a la National Academy of Engineering.
Susan Graham en 2009 fue galardonada con la Medalla John von Neumann, un importante premio de ciencias de la computación otorgado anualmente desde 1992.